# Toad in the hole
Il toad in the hole (letteralmente rospo nel buco) è un secondo piatto tradizionale inglese e scozzese consistente in salsicce inglesi racchiuse in uno strato della medesima pastella usata per preparare gli Yorkshire pudding e insaporito con sugo di cipolle e verdure.

## Etimologia
L'origine del nome del pudding non è chiara, ma pare riferirsi al modo in cui i rospi attendono la loro preda nelle loro tane, rendendo le loro teste visibili nella terra, in un modo simile in cui le salsicce del toad in the hole emergono dalla pastella.
Secondo un'altra teoria, il nome dello sformato potrebbe derivare dal concetto di rospo antidiluviano, un concetto scientifico del tardo XVIII secolo secondo la quale sarebbero state ritrovate delle rane e dei rospi vivi e intrappolati nella pietra.

## Storia
Secondo alcuni, il toad in the hole sarebbe stato inventato ad Alnmouth, nel Northumberland, durante un torneo di golf, quando un rospo sollevò la testa da una buca spostando la pallina del giocatore.
I pudding ricavati dalla pastella divennero popolari nel Regno Unito all'inizio del XVIII secolo, periodo in cui gli abitanti del nord dell'Inghilterra sgocciolavano i loro pudding per renderli più croccanti, mentre nel meridione venivano preparati gli Yorkshire pudding, che erano a base di sfoglia. I primi toad in the hole venivano preparati dalle famiglie povere che preparavano sformati utilizzando carni economiche oppure in quantità ridotte. Nel suo The Art of Cookery (1747), Hannah Glasse ha riportato la ricetta di un cosiddetto pigeon in a hole (piccione in un buco), una variante del toad in the hole in cui veniva utilizzata la carne di piccione al posto delle salsicce. Nel Provincial Glossary del 1787 viene menzionato un piatto noto come carne bollita in una crosta.
Nel 1861, Isabella Beeton ha descritto una ricetta simile usando la bistecca di manzo e il rene di agnello, mentre quella scritta da Charles Elmé Francatelli in A Plain Cookery Book for the Working Classes (1852) sarebbe a base di carne da uno scellino o da 6 penny, ovvero ogni tipo di carne economica. Quest'ultima ricetta, che è stata battezzata lesso rifatto all'inglese o toad in the hole nel celebre La scienza in cucina e l'arte di mangiar bene di Pellegrino Artusi (1891), precisava che la carne doveva essere ricavata dagli stufati e cotta nuovamente in pastella.
Nel Notes & Queries del 1900, viene menzionato un piatto molto simile all'odierno toad in the hole che descrive un pudding di sfoglia con un buco nel mezzo contenente carne.
Nonostante la credenza popolare, tale piatto non è mai stato preparato usando dei rospi.